# Avenue de l'Observatoire (Liège)
Pour les articles homonymes, voir Avenue de l'Observatoire.
Ne doit pas être confondu avec Avenue de l'Observatoire (Bruxelles).
L'avenue de l'Observatoire est une rue de Liège en Belgique (région wallonne). 

## Situation et accès
Cette voie sinueuse et pavée en grande partie, d'une longueur d'environ 1 300 m fait partie du quartier et de la colline de Cointe. Elle relie les quartiers du Laveu et des Guillemins situés dans la vallée de la Meuse à la colline de  Cointe. Elle s'élève progressivement sur le flanc oriental de la colline de Cointe en alternant zones bâties et zones vertes arborées.
Voies adjacentes
- Rue de Joie
- Rue Bois-l'Évêque
- Autoroute A602
- Pont de l'Observatoire
- Rue Panaye (escalier)
- Rue Albert Mockel
- Place du Batty
- Boulevard Gustave Kleyer

## Origine du nom
L'avenue doit son nom au vieil observatoire astronomique de l'Université de Liège situé sur la colline de Cointe, qu'elle permettait de relier à la ville.

## Historique
La création de cette avenue n'est pas la volonté de la ville mais des propriétaires fonciers qui proposent de céder gratuitement les terrains nécessaires à sa réalisation et assument les frais des travaux de voirie. La ville de Liège marque son accord et les travaux débutent en 1883 pour se terminer au début de 1885. L'avenue est empruntée dès 1895 par la première ligne liégeoise de tramways électriques. Les rails seront enlevés en 1934. 
Depuis la fin du XXe siècle, les travaux pour l'accès et la sortie no 36 de l'autoroute A602 ont modifié l'aspect du bas de l'avenue (création d'un rond-point et expropriations) qui est dédoublée sur environ 250 m.

## Bâtiments remarquables et lieux de mémoire
L'avenue possède de nombreuses villas construites pour la plupart à la fin du XIXe siècle.
André Cools fut assassiné en 1991 sur le parking du domaine de la Tourelle.
La maison Carlier se trouve au numéro 233.
Située au carrefour avec la rue Albert Mockel, l'école communale de Cointe a été construite en 1911 en style mosan par l'architecte Joseph Lousberg.

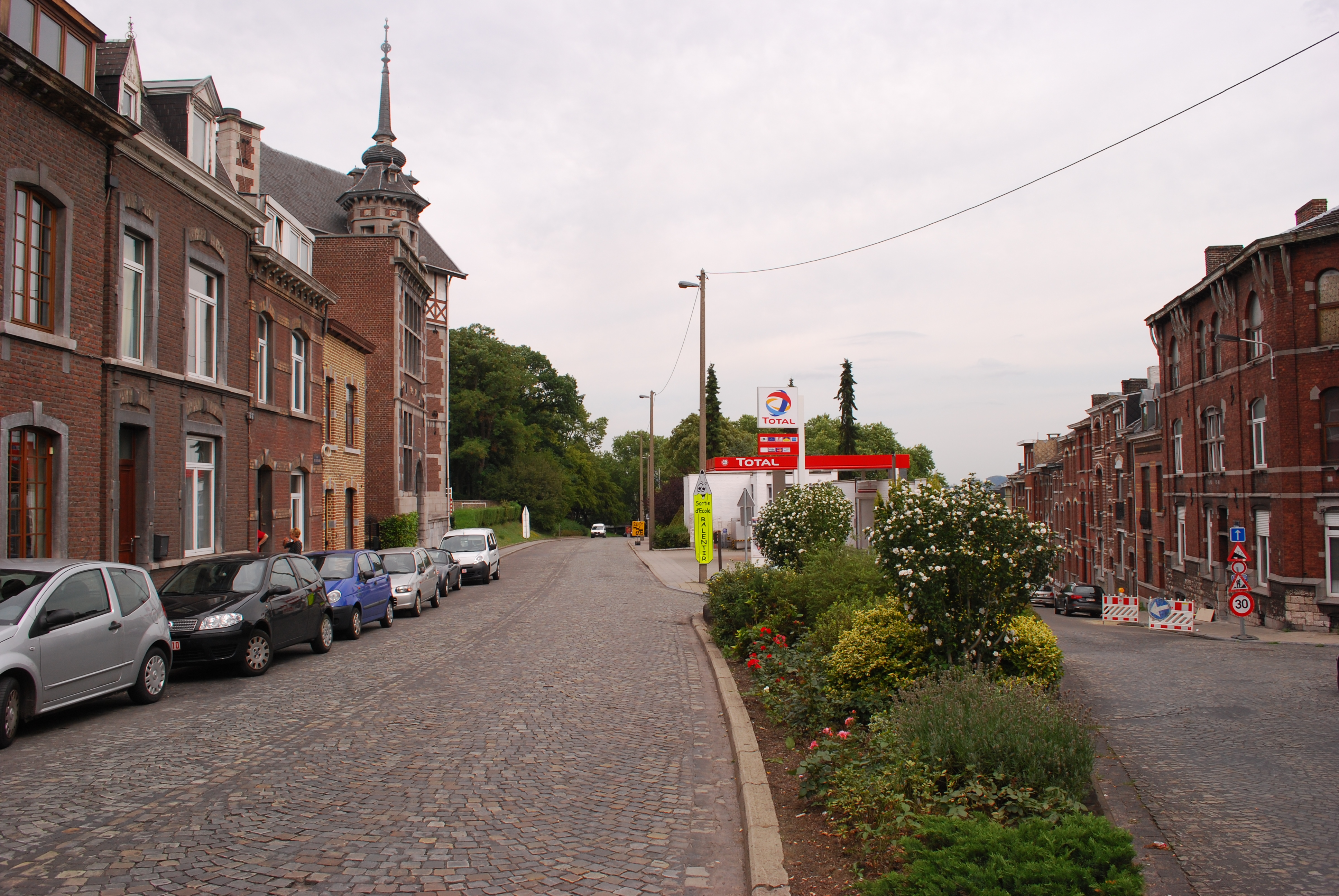
À gauche, haut de l'avenue de l'Observatoire

### Source et lien externe
- Claude Warzée, « Le plateau de Cointe », sur Liège, photos d'hier et d’aujourd’hui (consulté le 5 août 2023)